# Perdiguero
El pic Perdiguero (3.222 m) és el cim culminant del massís de Perdiguero, amb una prominència de 621 m, que es troba a la línia divisòria entre la vall de Benasc (Aragó) i el departament de l'Alta Garona (França). La primera ascensió la van realitzar Friedrich Parrot i Pedro Barrau el 1817.
La fita W del Perdiguero (42° 41′ 34.70″ N, 0° 30′ 59.77″ E / 42.6929722°N,0.5166028°E) té una altura de 3.176 m i una prominència de 15 m.